# Ludwig Gerkrath
Ludwig Joseph Sigismund Hubert Gerkrath (ur. 22 czerwca 1832 w Kolonii, zm. 1 stycznia 1864 w Braniewie) – niemiecki teolog i filozof, profesor nadzwyczajny w Królewskim Liceum Hosianum w Braniewie.

## Życiorys
Urodził się w Kolonii w rodzinie adwokata Antona Augusta i Elisabeth z d. Koehler. Matka zmarła, gdy miał 7 lat. Ukończył Marzellengymnasium w Kolonii. Studiował filozofię i teologię w Bonn (1850, 1851 i 1853) i Berlinie (1852), doktoryzował się w 1854 pod kierunkiem Franza Petera Knoodta na podstawie pracy „Expositiocritica doctrinae quam Kantius de categoriis proposuit” (Bonn 1854), w której poddał krytyce Immanuela Kanta. W tym samym roku wyjechał do Wiednia, gdzie dalej kształcił się pod kierunkiem Antona Günthera. Pod jego wpływem zwrócił się do historii filozofii, badał scholastykę pod kątem jej użyteczności w filozofii oraz czasy po upadku scholastyki, potępił tomizm rodzącej się neoscholastyki z punktu widzenia Antona Günthera, ale unikał otwartej konfrontacji z Kościołem, „by zajmować się teologią i nie zadzierać z Rzymem”. Od 1855 (1856) był nieetatowym wykładowcą (privatdocentem) w Bonn. W 1861 przeniósł się do Braniewa w Prusach Wschodnich, gdzie otrzymał stanowisko profesora nadzwyczajnego wydziału filozoficznego w Liceum Hosianum. W monografii „Franz Sanchez. Przyczynek do historii ruchów filozoficznych okresu nowożytnego” (1860) wykazywał, że czas ten dojrzał do gruntownej pozytywnej transformacji nauki, jaką rozpoczęli już Kartezjusz i Pascal. W 1863 wydał broszurę „De connexione, quae intercedit inter Cartesium et Pascalium”. Kolejne prace o takich uczonych jak Montaigne, Campella, Kartezjusz, Pascal i Kant pozostały niedokończone, ponieważ Gerkrath zmarł przedwcześnie w wieku 32 lat na „chorobę ginekologiczną”.
W 1862 wstąpił w związek małżeński z Josephine Hebestreit.

## Pisma (wybór)
- Expositio critica doctrinae quam Kantius de categoriis proposuit, Bonn 1854
- Franz Sanchez. Ein Beitrag zur Geschichte der philosophischen Bewegungen im Anfange der neueren Zeit, Wiedeń 1860
- De connexione, quae intercedit inter Cartesium et Pascalium, commentatio. Braniewo 1863